# محمد اسماعیلی
محمد اسماعیلی (۴ شهریور ۱۳۱۳ – ۲۲ مرداد ۱۴۰۲) موسیقیدان و نوازنده تنبک اهل ایران بود.

## زندگی‌نامه و فعالیت هنری
محمد اسماعیلی با نام اصلی «محمد علی اسماعیلی متین» ۴ شهریور سال ۱۳۱۳ در تهران متولد شد. او در سال ۱۳۳۰ توسط دایی‌های خویش مرتضی و مصطفی گرگین‌زاده به حسین تهرانی معرفی شد. در سال ۱۳۳۷ در گروه‌های موسیقی وزارت فرهنگ و هنر مشغول به کار شد و در ارکسترهای موسیقی ملی و گروه تنبک شروع به همکاری کرد و بعد از ۵ سال برای اجرای برنامه‌های موسیقی ملی و هر چه بیشتر شناساندن آن به کشورهای آفریقایی، آسیایی، اروپایی و آمریکایی مسافرت کرد و برنامه‌هایی اجرا نمود. از سال ۱۳۴۳ در هنرستان موسیقی ملی مشغول تدریس شد و در سال ۱۳۴۵ سرپرستی گروه تنبک وزارت فرهنگ و هنر آن زمان را عهده‌دار شد. در سال ۱۳۴۳ به سمت هنرآموز تنبک در هنرستان موسیقی ملی به جانشینی استاد خود (حسین تهرانی)، آموزش تنبک را عهده‌دار شد.
شیوۀ نوازندگی محمد اسماعیلی شیوۀ حسین تهرانی است. محمد اسماعیلی از امکانات تمبک مانند چوب، گرفت‌های تنبک استفاده کامل می‌کند. محمد اسماعیلی سابقهٔ طولانی در تکنوازی و همراهی با ارکستر دارد. دونوازی‌های (سؤال و جواب) وی با سنتور فرامرز پایور از آن جمله است.
در دهه ۱۳۶۰ به سرپرستی فرامرز پایور (سنتور) و همراهی جلیل شهناز (تار)، علی‌اصغر بهاری (کمانچه) و محمد موسوی (نی)، گروه اساتید موسیقی ایران را تشکیل داد و با این گروه، مسافرت‌های متعددی به کشورهای اروپایی، آسیایی و آمریکا داشت. وی دارای مدرک درجه یک هنری، معادل دکترا است. وی حدود ۱۵ قطعۀ فانتزی روی ریتم‌های ایرانی تنظیم کرده که معروفترین آن‌ها قطعه‌ای به نام «رونما» است.
مراسم نکوداشت «محمد اسماعیلی» پنجشنبه ۹ آذر ۱۳۹۶ با حضور جمعی از هنرمندان در تالار وحدت تهران برگزار شد. در این مراسم، از «۵ دهه تلاش مؤثر استاد محمد اسماعیلی در حوزه موسیقی ایرانی و تمبک نوازی» قدردانی شد. پخش فیلم کوتاهی از فعالیت‌های هنری محمد اسماعیلی، اجرای گروه موسیقی «استاد فرامرز پایور» به سرپرستی «سعید ثابت» و خوانندگی «علی رضا فریدون پور» و اجرای گروه «تمبک نوازان» به سرپرستی و نوازندگی «محمد اسماعیلی» و دف‌نوازی احسان قدمی از جمله بخش‌های این مراسم بود.
محمد اسماعیلی ۲۲ مرداد ۱۴۰۲، پس از یک‌دورهٔ یک‌ماهه بیماری، درگذشت.